# Margarita Villaquirá

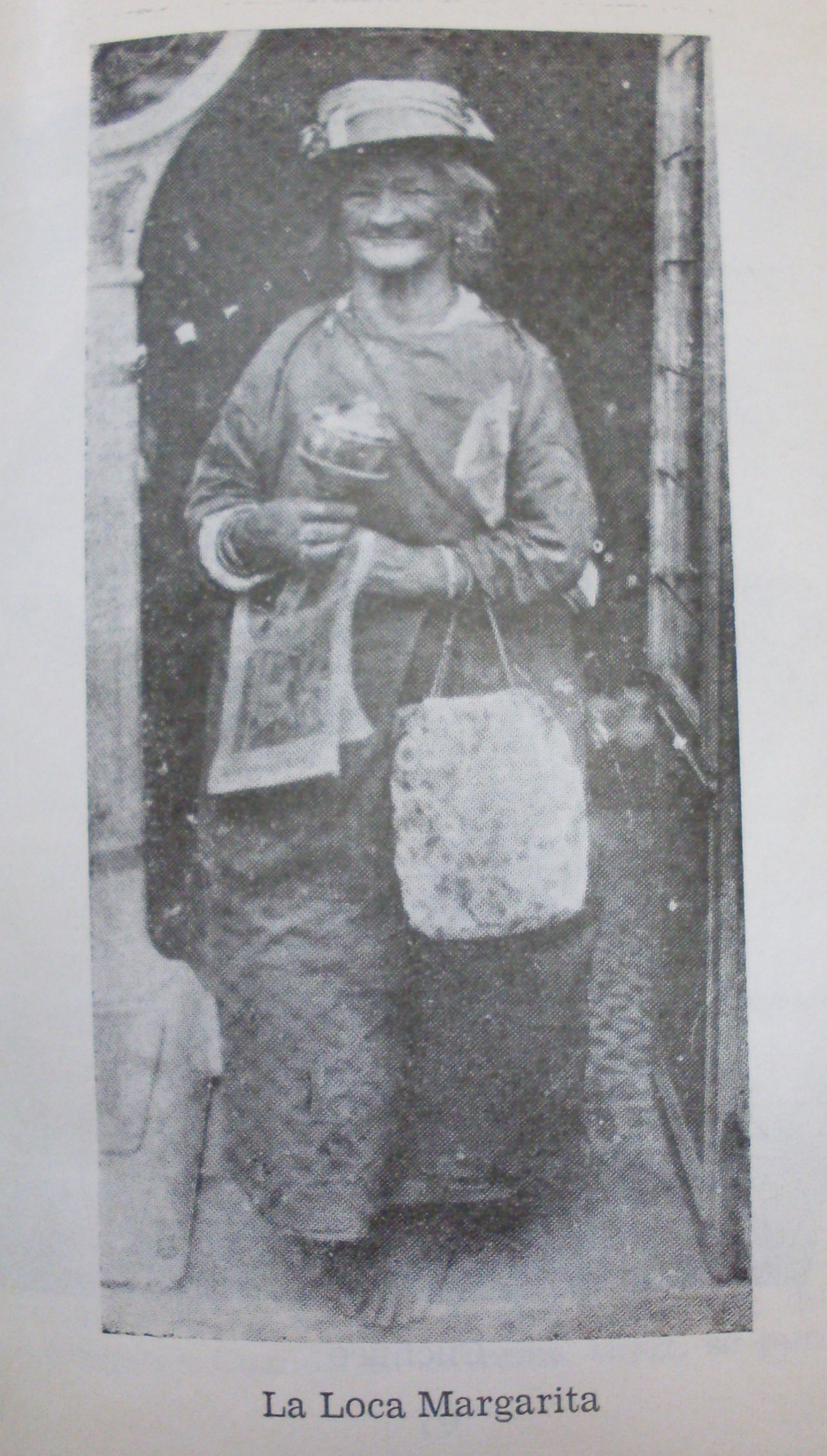
Margarita la Loca Villaquirá (1860-1942).

Margarita Villaquirá Aya (Fusagasugá, 1860 - Bogotá, enero de 1942), más conocida como la Loca Margarita, fue un personaje histórico de la ciudad de Bogotá (Colombia), reconocida como una de los cuatro «locos» que deambularon por la ciudad entre los años veinte y cuarenta. Fue trascendental en algunas de las escenas más importantes de la historia política de Colombia en esas dos décadas debido a la gran influencia que directamente ejercía en el Partido Liberal Colombiano y de manera indirecta en el Partido Conservador Colombiano.

## Vida y obra
Vivía holgadamente en la vereda de El Alto en su pueblo natal y, tanto en su casa como en la escuela donde trabajaba como profesora, cuidaba de los jardines con gran cariño y esmero. Se dice que estaba siempre engalanada con claveles rojos, debido al amor que sentía por el Partido Liberal, y que aprovechaba sus clases para adiestrar a sus estudiantes para participar en el mismo; incluso, se añade que muchos de ellos entraron a las filas del Ejército Liberal en las batallas ocurridas desde 1881 hasta mediados del siglo XX.
En el año 1902, su vida cambió radicalmente. Ese año recibió noticias de la derrota del general liberal Rafael Uribe Uribe en la Batalla de Palonegro y de la muerte de su esposo, el suboficial Nemesio Gutiérrez. Por esa época su fama como activista liberal había trascendido las fronteras de Fusagasugá y llegó a oídos del general conservador Arístides Fernández, quien ordenó a una patrulla ir hasta este municipio a apresarlos junto a todas aquellas personas que pertenecían al Partido Liberal. Fue en una mañana de domingo cuando este grupo armado la apresó, pasando por encima de las normas de la guerra, junto con su único hijo, Miguel, de 20 años de edad. Gracias a la influencia de algunos importantes políticos liberales y de conservadores, ella fue liberada mientras su hijo fue torturado y asesinado con otros hombres en la plaza central del pueblo. Margarita intentó por todos los medios de evitarlo, pero ella misma casi es asesinada, luego de ser golpeada por uno de los soldados, y fue la intervención del sacerdote la que le salvó la vida.
En seguida, Margarita quemó su vivienda y huyó hacia Bogotá con una corona de flores rojas de su jardín y una bolsa que contenía ropa y las escrituras de sus pocas propiedades. En esta ciudad, se instaló en un lote que había heredado de su esposo en el que había autorizado construir una vivienda improvisada para personas de escasos recursos, rodeada por un jardín de flores rojas, que luego recibiría el nombre de Casas Viejas. Allí, ellos obedecían, cuidaban y daban comida y ropa a margarita, quien a cambio les permitía quedarse y les enseñaba los valores de su partido político. Por ese entonces ya estaba loca y andaba todo el tiempo vestida de blanco y con un paquete en la mano en donde cargaba las escrituras ya nombradas y algunos elementos de uso personal. Así recorría varias calles del centro de la ciudad y alentaba al general Uribe, por ese entonces el único senador liberal.
En alguna oportunidad Margarita se coló entre la multitud y alcanzó al general, con quien cruzó unas palabras que la animaron aún más en sus inclinaciones políticas. Desde ese momento, se le abrieron muchas puertas de la alta sociedad, principalmente las de los miembros del Partido Liberal, cuyas esposas gozaban de su compañía a pesar de conocerse su discapacidad mental.
El 15 de octubre de 1914, luego de su rutina de baño en el «chorro de Padilla» y de oración en la Iglesia del Carmen, se reunió con la matrona de La Candelaria, que tenía un ejemplar del semanario Gil Blas. Se dice que Margarita se lo arrebató y leyó un aparte del editorial por el que presintió que esa tarde algo le sucedería al general Uribe. Después de recorrer varias calles del centro, llegó a la plaza de Bolívar (Bogotá) en donde habían acabado de asesinar con hachuelas al general. Ese encuentro fue trascendental en su vida, pues las ropas de esta mujer quedaron manchadas con la sangre de su líder en medio de la emotividad que su muerte le generó.
A partir de entonces, no volvió a vestir de blanco: ahora lucía todos los días batas de zaraza roja y andaba descalza ―a pesar de tener una amplia colección de zapatos rojos que le habían obsequiado―. Señalaba que desde esa turbia tarde sus ropas estaban manchadas con la sangre del general y que, por ello, siempre vestía así.

Jorge Pardo con Margarita Villaquirá, la "Loca Margarita"

En 1932 conoció a otro de los cuatro reconocidos locos de la ciudad, Juan El Chivas Coquín. Él se convirtió en su infaltable cita de todos los días ―hasta la muerte de ella― a las cinco de la tarde en la esquina de lo que hoy es la Biblioteca Luis Ángel Arango. Luego era común verlos en expendios de chicha (chicherìa), bares y cafés rodeados de poetas y caricaturistas.
Las campañas de la Loca Margarita contra los conservadores y a favor de los liberales continuaron. En una ocasión llegó hasta el cordón de seguridad del presidente Marco Fidel Suárez (conservador), quien al darse cuenta de que se trataba de ella no le negó el paso para que llegara hasta su lado, aunque sabía que no alabaría a su partido… Tiempo después el presidente reconoció que ella era un personaje trascendental en las campañas y en el desempeño del partido liberal y que para los conservadores hubiera sido muy bueno tener una seguidora como ella. Asimismo, fue muy importante en la época en la que Jorge Eliécer Gaitán fue alcalde de la ciudad; lo apoyó todo el tiempo hasta el momento de su destitución a causa de una huelga de transportadores en la que fue atropellada por la multitud junto con el Chivas y por lo que estuvieron varios días internados en un hospital.
Cuando contaba setenta y ocho años, aún llena de vitalidad, participó y fue casi imprescindible en la campaña que convertiría a Eduardo Santos como presidente de la República. Por aquel entonces conoció a Lorencita Villegas, quien era la primera dama de la nación. Esta mujer la cuidó durante sus últimos cuatro años de vida mientras Margarita estuvo enferma, principalmente cuando fue hospitalizada en 1941 se convirtió en noticia. Igualmente la apoyó cuando no le permitían la entrada al Chivas por su aspecto sucio, feo y descuidado. Dos días después de ver a su inseparable amigo luego de esta prolongada estancia en el hospital separada de él, Margarita falleció.
Ocurrió en los primeros días de enero de 1942 y ya tenía 82 años. La Dirección Nacional Liberal, agradecidos por su incondicional apoyo, costearon sus gastos funerarios y su entierro, oficiado en el Cementerio Central de Bogotá en una tarde lluviosa. Su amigo, el Chivas, se despidió de ella hasta que fue la hora de cierre del camposanto.
Por muchos años, los martes y los viernes su tumba estuvo decorada con flores tan rojas como el color de su partido y de sus vestiduras, y muestras de afecto y admiración estuvieron presentes; se habla incluso de un verso que le compuso el poeta Porfirio Barba Jacob: «Era una llama al viento».

## Últimos homenajes
Desde finales del 2007, fueron creadas unas estatuas de tres metros de alto en recuerdo suyo y de los otros tres locos célebres de Bogotá para conmemorar el valor histórico y social que representaron para la ciudad.
Estas esculturas son la representación de una investigación del periodista bogotano Manuel González Guzmán, quien desde 2002 trabajó el tema de los locos de los años cuarenta bajo el título de una obra reconocida como Locos itinerantes, que hace parte de su investigación llamada Locotá (años 40) la cual aspira a convertirse en un libro, documental y/o serie para televisión.
El proyecto de los Locos itinerantes ya ha ganado tres convocatorias de cultura y educación con la Secretaría de Cultura de Bogotá y otra con la Secretaría de Educación Distrital. Actualmente es expuesto ante los estudiantes de los colegios que componen el grueso de los IED (Institutos Educativos Distritales) liderando un programa llamado «Expediciones pedagógicas», el cual en sus dos primeras giras tuvo una contundente aceptación entre la población infantil y el profesorado. Su director asegura que con historias como la de La Loca Margarita, el Negro Chivas, el Bobo del Tranvía, y Pomponio, se pretende llevar a las nuevas generaciones las historias del patrimonio oral bogotano, las cuales empiezan a perderse con la muerte de nuestros abuelos quienes se llevan a la tumba ese acervo de historias culturales vivas. Actualmente en la ciudad de Bogotá a raíz de la recuperación y trabajo de este periodista, se han empezado a realizar en paralelo obras que cuentan la historia de este personaje.
El músico tolimense Milciades Garavito Wheeler compuso una rumba criolla titulada La loca Margarita. En 2009 se estrenó la obra inspirada en su vida, escrita y protagonizada por Constanza Gutiérrez. En febrero de 2019 Canal Capital lanzó una serie de seis capítulos donde recrea la historia de Margarita Villaquirá.